# Sigalphus fulvus
Sigalphus fulvus är en stekelart som beskrevs av Charles Thomas Brues 1926. Sigalphus fulvus ingår i släktet Sigalphus och familjen bracksteklar. Inga underarter finns listade i Catalogue of Life.